# Preventieve gezondheidszorg
Preventieve gezondheidszorg is gezondheidszorg die de nadruk legt op het voorkomen van ziekten. Men onderscheidt hierin drie niveaus.

## Primaire preventie
Het voorkómen van ziekten, zorgen dat ze geen kans krijgen. Gezonde voeding voorkomt obesitas. Preventieve gezondheidszorg omvat dus onder meer gezondheidsvoorlichting en -opvoeding. Ook profylactische maatregelen, hygiëne bij voedselbereiding, naleven van veiligheidsvoorschriften, helpen bij het voorkomen van ziekten.
Bij sommige grote erfelijke risico's komt het voor dat preventieve chirurgie wordt toegepast, waaronder mastectomie en het verwijderen van de eierstokken.

## Secundaire preventie
Dit is het vroegtijdig opsporen van afwijkingen, of ziekten in een vroeg stadium ontdekken. Een hielprik bij een pasgeborene brengt mogelijke afwijkingen aan het licht die meteen behandeld kunnen worden. Zonder dit onderzoek zou het gebrek pas later blijken, zodat een afdoende behandeling moeilijker en minder effectief wordt. Veralgemeende medische screening bij kleuters en lagereschoolleerlingen, zoals onder meer door een consultatiebureau, door Kind en Gezin of het Centrum voor Leerlingenbegeleiding kaderen dus in de secundaire preventie.

## Tertiaire preventie
Hier tracht men na een ziekte de nodige maatregelen te nemen zodat ze niet opnieuw de kop kan opsteken. Bijvoorbeeld de levensstijl en/of eetgewoonten aanpassen na een hartinfarct om een nieuw hartinfarct te vermijden.